# 이제 사랑은 끝났다
《이제 사랑은 끝났다》는 2006년 1월 31일부터 이듬해 7월 14일까지 방영된 MBC 소설극장이다.

## 방송 시간
| 방송 기간                  | 방송 시간                                     |
| -------------------------- | --------------------------------------------- |
| 2006년 1월 31일 ~ 4월 29일 | 매주 월요일 ~ 토요일 아침 9시 ~ 9시 30분      |
| 2006년 5월 1일 ~ 7월 14일  | 매주 월요일 ~ 금요일 아침 7시 50분 ~ 8시 30분 |

## 등장 인물

### 주요 인물
- 오세정(서홍도)
- 구본승(윤석재)
- 박탐희(윤희재)
- 김영재(배신욱)

### 홍도의 주변 인물
- 송재호(서낙천) : 홍도 아버지
- 김영철(김일구) : 홍도 외삼촌
- 윤지숙(정무옥) : 서홍도하고 교도소 동기

### 석재의 주변 인물
- 한진희(윤방언) : 석재 희재 아버지, 문화그룹 회장
- 김해숙(장용실) : 석재 희재 어머니, 문화그룹 계열 백화점 회장

### 그 외 인물
- 주우, 김태영, 김주승, 안세미, 염재욱, 오협, 강보라, 손선근, 민병애, 박혜숙, 주부진, 최성호, 김일웅, 박팔영, 김난주

## 편성 변경
- 2006년 5월 1일부터 월요일부터 토요일까지 오전 9시에서 월요일부터 금요일까지 7시 50분으로 시간과 요일을 변경 편성[1]

## 경쟁 프로그램
- 들꽃 (SBS)
- 사랑하고 싶다 (SBS)
- 걱정하지마 (KBS2)
- 그 여자의 선택 (KBS2)